# سینا عبداللهی
سینا عبداللهی (زادهٔ ۲۶ فروردین ۱۳۸۰) بازیکن فوتبال اهل ایران است که ‌در پست مدافع برای باشگاه فوتبال شهرداری آستارا بازی می‌کند. او همچنین عضو تیم ملی امید ایران می باشد.